# آلة شولز وغلايدن الكاتبة

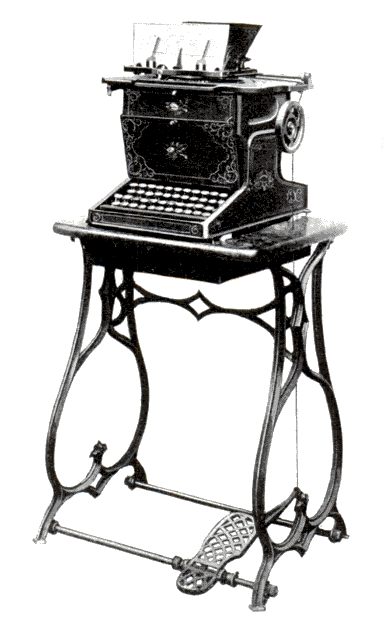
آلة شولز و غلايدن الكاتبة كما صنعها E. Remington and Sons

آلة شولز وغلايدن الكاتبة هي أول الآلات الكاتبة الناجحة تجارياً. صٌمِّمت أساساً من قبل المخترع الأمريكي كروستوفر شولز، تم تطويرها بمساعدة زميله سامويل جورج سول وكارلوس غليدن. بدأ العمل في 1867، ولكن سول غادر الفريق بعد فترة وجيزة تاركاً مكانه لجيمس دينسمور الذي دعمهم مادياً وكان القوة الدافعة خلف تطور الآلة المستمر.
بعد عدة محاولات لتصنيع الآلة، تم الاستحواذ عليها من قبل E. Remington and Sons في بدايات 1873. رامينغتون الذي كان مصنع سلاح يتطلع لأن يوسع نطاق إنتاجه، حسَّن الآلة قبل أن يعرضها في السوق يوم 1 يوليو 1874.